# Charaf Taoualy
Charaf Taoualy Sougdali (Los Palacios y Villafranca, Sevilla, España, 14 de marzo de 1999) es un futbolista hispano - marroquí. Juega de centrocampista y su equipo es el Xerez C. D. de la Segunda Federación de España. 

## Trayectoria
Inició su carrera futbolística en las categorías inferiores del Sevilla F. C., club al que llegó siendo muy joven. En su paso por la cantera sevillista, fue evolucionando desde posiciones más retrasadas del centro del campo hasta asentarse como mediapunta, donde pudo desplegar su visión de juego, técnica y último pase. Durante su etapa juvenil tuvo la oportunidad de disputar la UEFA Youth League, la máxima competición continental a nivel de clubes en categoría sub-19, enfrentándose a las mejores canteras de Europa. Su participación en dicha competición le permitió medirse a talentos internacionales y continuar su progresión en un entorno de alta exigencia.
En 2018, tras finalizar su formación, se incorporó al Real Valladolid Promesas, el equipo filial del Real Valladolid. Con el conjunto blanquivioleta compitió en la Segunda División B, tercera categoría del fútbol español en ese momento. Allí comenzó su andadura profesional, acumulando minutos en una categoría muy competitiva y exigente físicamente, donde continuó desarrollando su inteligencia táctica y capacidad de asociación en zonas interiores.
Su siguiente destino fue el Recreativo de Huelva, el decano del fútbol español, con una larga tradición en el balompié nacional. Charaf firmó por el club onubense en busca de mayor continuidad y protagonismo. En el Recre, fue ganando experiencia y consolidándose como un centrocampista ofensivo versátil, capaz de actuar también como interior adelantado en sistemas de mediocampo poblado.
Posteriormente, firmó por el C. D. Palencia Cristo Atl., equipo en el que disputó la temporada 2020–21. Allí gozó de un papel protagonista y continuó su desarrollo en la Tercera División antes de la reestructuración del sistema de ligas en España. Su buen rendimiento le valió el interés de varios equipos históricos del fútbol modesto andaluz.
En 2021, firmó por el Real Jaén, uno de los clubes más emblemáticos de Andalucía oriental. En el conjunto jiennense mostró una de sus versiones más regulares, siendo titular habitual y colaborando en la faceta ofensiva con goles y asistencias. Su capacidad para generar juego entre líneas y su entendimiento del ritmo del partido lo convirtieron en uno de los jugadores más valorados por la afición local.
Tras su paso por el Real Jaén, recaló en el C. D. San Roque de Lepe en la temporada 2022–23, compitiendo en la Segunda Federación, nueva cuarta categoría del fútbol español tras la reestructuración de la RFEF. En el equipo lepero mantuvo un papel destacado, participando activamente en la organización ofensiva del equipo y convirtiéndose en un habitual en los esquemas del cuerpo técnico.
En el verano de 2023 firmó por el Getafe C. F. "B", filial del Getafe C. F., equipo que también militaba en Segunda Federación. Durante la primera mitad de la temporada 2023–24 Charaf sufrió una lesión que no le permitió disfrutar de minutos con el conjunto azulón.
El 27 de enero de 2024, se oficializó su fichaje por el Xerez Club Deportivo, conjunto andaluz también encuadrado en el grupo IV de la Segunda Federación. Firmó un contrato hasta junio de 2024, el cual se alargaría posteriormente. Desde su llegada, Charaf se integró rápidamente en la dinámica del equipo y se ganó la confianza del cuerpo técnico. En el Xerez C. D. asumió la responsabilidad de liderar la zona de creación del equipo, portando el dorsal número 10. Su rendimiento fue determinante en varios partidos clave, gracias a su capacidad para romper líneas con el pase y su inteligencia posicional. Su adaptación al estilo de juego jerezano fue inmediata, siendo uno de los jugadores más regulares durante la segunda vuelta del campeonato.
A día de hoy, Charaf continúa vinculado al Xerez C. D., consolidándose como una de las referencias ofensivas del equipo y con la ambición de seguir creciendo profesionalmente.

### Clubes
| Club                       | País   | Año       |
| -------------------------- | ------ | --------- |
| Sevilla F. C. "C"          | España | 2016-2017 |
| Real Valladolid "B"        | España | 2018-2018 |
| Recreativo de Huelva       | España | 2019-2019 |
| C. D. Palencia Cristo Atl. | España | 2019-2020 |
| Real Jaén                  | España | 2020-2021 |
| San Roque de Lepe          | España | 2021-2023 |
| Getafe "B"                 | España | 2023-2023 |
| Xerez C. D.                | España | 2024-     |